# Literatura folclórica turca

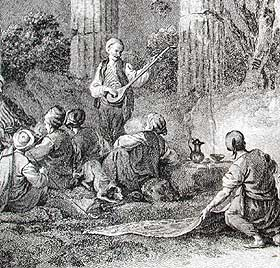
Um aşik actuando na Anatólia, representado em uma gravura ocidental do século XVIII

A literatura folclórica turca é uma tradição oral profundamente enraizada, na sua forma e nas tradições nómadas da Ásia Central. No entanto, em seus temas, a literatura popular turca reflecte os problemas peculiares das pessoas que se instalam e abandonaram o estilo de vida nómada. Um exemplo disto é a série de folclore que cercam a figura de Keloğlan, um jovem assediado pelas dificuldades de encontrar uma esposa, ajudando sua mãe a manter a família em casa intacta e enfrentar os problemas causados por seus vizinhos. Outro exemplo é a figura bastante misteriosa de Nasreddin, um personagem malandro que muitas vezes faz piadas e truques, de algum tipo, aos seus vizinhos.
Nasreddin também reflecte outra mudança significativa que ocorreu entre os dias em que os turcos eram nómadas e os dias em que se estabeleceram em grande parte na Anatólia; desde que Nasreddin é um imã muçulmano. O povo turco tornou-se um povo islâmico em torno do século IX ou 10, e a religião de então em diante exerceu uma enorme influência sobre a sua sociedade e sua literatura; particularmente nas variedades de Islamismo sufista e xiita, orientadas fortemente em termos místicos. A influência sufista, por exemplo, pode ser claramente vista não apenas nas histórias sobre Nasreddin, mas também nas obras de Yunus Emre, uma figura importante na literatura turca, um poeta que viveu no final do século XIII e no início do século XIV, provavelmente no estado dos karamánidas do Belycato da Anatólia no centro-sul da Anatólia. A influência xiita, por outro lado, pode ser amplamente vista na tradição do aşik, ou ozan que são mais ou menos semelhantes aos malabaristas europeus medievais e que tradicionalmente têm uma forte ligação com a alevítas, que pode ser visto como uma espécie de variedade turca típica do xiismo.
No entanto, na cultura turca, uma divisão tão clara entre sufismo e xiismo é quase impossível: por exemplo, alguns consideram que Yunus Emre era um Alevi, enquanto toda a tradição turca de aşik/ozan é impregnada com a ideia de Bektashi. O tariqa do sufismo, que por sua vez é uma mistura de conceitos xiitas e sufistas. A palavra aşik (literalmente, "amante") é, de fato, o termo usado para os membros do primeiro nível da ordem Bektashi. Porque a tradição da literatura popular turca se estende em uma linha mais ou menos ininterrupta de cerca do décimo ou décimo primeiro século até o presente, devemos considerar a tradição na perspectiva do género. Existem três géneros básicos na tradição: épico, poesia popular, e folclore.

## Tradição épica
A tradição épica turca começa corretamente com o Livro de Dede Korkut , que está em uma linguagem reconhecível semelhante ao turco moderno e desenvolvido a partir das tradições orais dos turcos de Oghuz, ramo dos povos turcos que migraram para a Ásia ocidental e Europa Oriental no início do século IX. O Livro de Dede Korkut continuou a sobreviver em tradição oral depois que os turcos de Oghuz, em geral, se instalaram na Anatólia.
Este livro foi o elemento principal da tradição épica turca na Anatólia há vários séculos. Outro épico que circulou ao mesmo tempo, foi chamado Epic of Köroğlu, que se refere às aventuras de Rüşen Ali ("Köroğlu", ou "filho do cego") para se vingar do cego de seu pai. As origens deste épico são um pouco mais misteriosas do que as do livro de Dede Korkut: muitos acreditam que surgiu na Anatólia entre os séculos XV e XVII; um testemunho mais confiável parece indicar que a história é quase tão antiga quanto a do livro de Dede Korkut, que data de cerca do início do século XI. Algo complicado é o fato de que Köroğlu é também o nome de um poeta da tradição aşık/ozan. Além disso, muitas das obras do romancista do século XX, Yaşar Kemal (1923-2015), como o seu longo trabalho de 1955 İnce Memed, podem ser consideradas prosa épica moderna.

## Poesia popular
A tradição da poesia popular na literatura turca foi fortemente influenciada pelas tradições islâmicas sufistas e xiitas. Além disso, como evidenciado em parte pela prevalência da tradição aşık/ozan, que ainda está viva hoje, o elemento dominante na poesia popular turca sempre foi a música.
Existem, em termos gerais, duas tradições da poesia popular turca:
- a tradição aşık/ozan, que, apesar de fortemente influenciada pela religião, era na maior parte uma tradição secular;
- a tradição explicitamente religiosa, que emergiu dos lugares de reunião de khanqah das ordens religiosas sufistas e grupos xiitas.

Os aşik eram essencialmente aqueles que viajavam através da Anatólia apresentando suas músicas com o bağlama, um instrumento semelhante ao bandolim cujas cordas emparelhadas são consideradas como tendo um significado religioso simbólico na cultura Alevita/Bektashi. Apesar do declínio da tradição aşık/ozan no século XIX, experimentou uma renome significativa no século XX graças a figuras proeminentes, como Aşık Veysel (1894-1973), Aşık Mahzuni Şerif (1938-2002), Neşet Ertaş (1938-2012) entre outros.

## Folclore

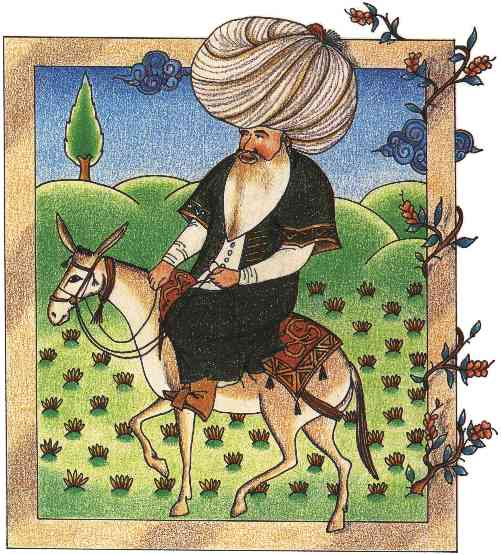
Nasreddin.

A tradição dos contos populares folclores, piadas, lendas e coisas similares na língua turca é muito rica. Talvez a figura mais popular da tradição seja Nasreddin, que é o personagem central de milhares de piadas. Em geral, ele aparece como uma pessoa que, apesar de parecer um pouco estúpido para aqueles que devem lidar com ele, na verdade prova ser uma sabedoria especial:
Outro elemento popular do folclore turco é o teatro sombrio centrado em torno dos dois personagens de Karagöz e Hacivat, que representam personagens comuns: Karagöz, que vem de uma pequena cidade, é uma espécie de camponesa, enquanto Hacivat é de um cidade mais sofisticada. A lenda popular diz que os dois personagens são baseados em duas pessoas reais que trabalharam para Osmã I, fundador da dinastia otomana, na construção de seu palácio em Bursa, no início do século XIV. Os dois trabalhadores supostamente passaram a maior parte do tempo a divertir os outros trabalhadores, e eles eram tão engraçados e populares que interferiram no trabalho no palácio e foram executados posteriormente.

## Autores
| Yunus Emre         |
| Hacı Bektaş-ı Veli |
| Köroğlu            |
| Pir Sultan Abdal   |
| Karacaoğlan        |
| Dadaloğlu          |
| Gevheri            |
| Seyrani            |
| Erzurumlu Emrah    |
| Aşık Veysel        |